# Eden (singolo Subsonica)
Eden è un brano musicale dei Subsonica pubblicato come primo singolo estratto dal sesto album di inediti omonimo Eden uscito l'8 marzo 2011, scritto da Boosta (musica) e Max Casacci (testo).

## Descrizione
Prima della sua effettiva distribuzione, la pubblicazione Eden era stata lasciata intendere dal gruppo dei Subsonica con vari indizi e video postati sui loro canali di comunicazione ufficiali, come Facebook o Twitter. Per esempio sulla pagina Twitter del gruppo torinese per diversi giorni era apparsa soltanto la scritta "09.12.2010".
Il 9 dicembre 2010, il brano è stato reso disponibile per il download digitale gratuito dal sito dei Subsonica per ventiquattro ore, per poi essere messo "ufficialmente" in vendita il giorno successivo su iTunes.

Il singolo diffuso sul circuito delle web radio universitarie e delle radio alternative, anticipa la pubblicazione del sesto album di inediti del gruppo previsto per i primi mesi del 2011. Parlando di Eden, Samuel, frontman dei Subsonica l'ha descritto dicendo:
 Il chitarrista Max Casacci (autore del testo) ha definito Eden come il brano che rappresenta la maturità del gruppo, sia dal punto di vista del testo che della musica. Il tastierista Boosta (autore della musica) ha invece parlato del brano definendolo il loro lavoro più spontaneo, raccontando come la realizzazione della canzone sia avvenuta "quasi di getto".

## Video musicale
Il videoclip prodotto per Eden è stato presentato in anteprima il 16 dicembre sul canale ufficiale YouTube del gruppo, per poi entrare a far parte della rotazione dei canali tematici dal 20 dicembre. Il video di Eden progettato dall'artista e fotografo Luca Saini è un montaggio di scene di persone comuni che ballano da sole davanti ad una telecamera. Le scene sono assemblate insieme ad altre sequenze del gruppo che balla, e di un folto gruppo di fans dei Subsonica (richiamati attraverso un appello fatto dai Subsonica su Facebook) che danzano presso lo Spazio 211 di Torino. Saini descrive il video dichiarando:
(Luca Saini)

## Tracce
Download digitale
1. Eden - 4:21